# Ben Gerritsen
Ben G. J. Gerritsen (* 25. Oktober 1948 in Gorssel; † 2. Juni 2016 in Amsterdam) war ein niederländischer Jazzvibraphonist, Komponist und Bandleader.

## Leben und Wirken
Gerritsen spielte ursprünglich Klavier, bevor er neunzehnjährig zum Vibraphon wechselte. Nach einer Ausbildung am Konservatorium arbeitete er als Sideman u. a. mit Loek Dikker, John Engels, Charlie Mariano, Albert Mangelsdorff, Jasper van’t Hof, David Friedman, Jeffrey Wilson, Han Bennink und Jan Wolfkamp.
Er trat als Gast und Solist auf mit Gruppen wie Farrago, New Association, Sharpwood, Mr. Averell und dem Perkussionsensemble von Martin van Duynhoven. Mit Henk Alkema bildet er das Duo Double Scorpio. Er leitet zwei eigene Ensembles, das Ben Gerritsen Quartet und die Ben Gerritsen Band (mit Leo van Oostrom, Willem Kühne, Wim Essed und Arnoud Gerritse), mit denen er bei Jazzfestivals in Montreux, Berlin, Wien und Nancy und beim North Sea Jazz Festival auftrat und zwei Alben mit eigenen Kompositionen einspielte. 1997 und 1999 wurde er vom Magazin Slagwerkkrant zum Mallet Player of the Benelux gewählt.

## Diskographische Hinweise
- Sharpwood: Twig it
- New Association: To Be Continued
- Inside Rumors, Ben Gerritsen Quartet
- Mr. Averell: Out of My Mind
- New Association: Four Wheel Drive
- BGB, Ben Gerritsen Band